# Catherine Laval
Pour les articles homonymes, voir Laval.
Katherine Troubetskaïa (en russe : Екатерина Ивановна Трубецкая), née comtesse Catherine Loubrevie de Laval (Екатерина Лаваль) le 27 novembre 1800 à Saint-Pétersbourg (Empire russe) et morte le 14 octobre 1854 à Irkoutsk (Empire russe), est une princesse russe, épouse du décembriste Serge Troubetzkoï et qui est connue pour avoir suivi son mari exilé en Sibérie.
Elle est l'héroïne du poème patriotique de Nikolaï Nekrassov, Les Femmes russes (ru) (1872).

## Biographie

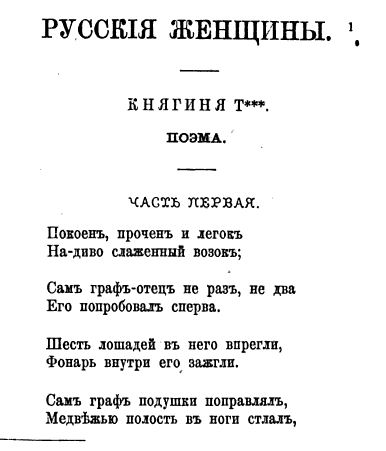
Le poème Les Femmes russes, dans Notes de la Patrie, 1872.

Catherine naquit dans la famille d'un émigré français Jean (Ivan Stepanovitch) Laval, un membre du gouvernement général des écoles, plus tard — directeur de 3e expédition du bureau spécial du Ministère des affaires étrangères, et Alexandra Grigorievna Kozitskaya, fille de l'écrivain Grigori Kozitski et petite-fille du marchand sibérien Ivan Miasnikov.
À Paris en 1819, Catherine Laval rencontre le prince Serge Troubetzkoï et l'épouse en mai 1820.
Le 14 décembre 1825 (26 décembre dans le calendrier grégorien), Troubetzkoï participe à une tentative de coup d'État militaire à Saint-Pétersbourg afin d'obtenir une constitution du nouveau tsar Nicolas Ier,. Après l'insurrection en 1826, il est envoyé à la katorga en Sibérie. Catherine décide de l'accompagner. Elle fut la première des épouses décembristes à obtenir l'autorisation de se rendre en Sibérie et arrive à Irkoutsk le 16 septembre 1826,. À la fin de 1839, après avoir purgé sa peine de travaux forcés, Troubetskoï part s'installer dans le village d'Oyok, dans la province d'Irkoutsk. En 1845, la famille Trubetskoï fut autorisée à s'installer à Irkoutsk.
Décédée le 14 octobre 1854, d'un cancer, Catherine Laval est enterrée au monastère Znamenski dans l'arrondissement de la Rive droite d'Irkoutsk.
En 1856, les décembristes survivants sont graciés. Troubetzkoï retourne vivre à Moscou et écrit ses mémoires.